# Herb Radymna
Herb Radymna – jeden z symboli miasta Radymno w postaci herbu ustanowiony w 1990 roku.

## Wygląd i symbolika
Herb przedstawia na błękitnej tarczy herbowej statek trójmasztowy, posiadający 10 żagli i brązowy kadłub, płynący na białych falach. 
Symbolika herbu nawiązuje do produkcji lin i powrozów dla polskiej floty przez dawnych obywateli Radymna.